# Uit liefde en voorzorg
Uit liefde en voorzorg  is een hofje dat in 1904 gebouwd werd. Het  hofje is gevestigd aan de Voorschoterlaan in de Rotterdamse wijk  Kralingen. Het hofje is een van de drie nog in Rotterdam aanwezige hofjes. De overige twee zijn het hofje van Kuijl’s Fundatie en Vrouwe Groenevelt's Liefdegesticht.

## Geschiedenis
Het hofje Uit liefde en voorzorg was eerder op een andere locatie gevestigd. Het initiatief voor het eerste hofje werd genomen door Alida en Maria de Koker. In hun mutuele testament hadden zij bepaald dat hun nalatenschap bestemd was voor de stichting van een instelling voor de opvang van oudere en ongetrouwde vrouwen. De beide dames waren nichten van Gerrit de Koker, die in 1784 aan de Goudsesingel het niet meer bestaande hofje Gerrit de Koker liet bouwen. Alida overleed in 1783 en Maria in 1784. In het testament was bepaald dat het hofje bedoeld zou zijn voor vrouwen uit alle christelijke gezindten, waarbij een zekere voorrang zou zijn voor collegianten, doopsgezinden en remonstranten. Na het overlijden van Maria de Koker kochten de regenten grond aan de Schiedamsesingel op de buitenplaats Concordia. In 1795 werd een huisvesting voor 24 vrouwen gerealiseerd. Bij opname mochten de vrouwen niet ouder zijn dan 68 jaar, nog redelijk gezond en niet armlastig. Indien de bewoonsters echt hulpbehoevend werden, dienden zij het hofje te verlaten. Afhankelijk van inkomen konden de regenten een zekere tegemoetkoming geven in de kosten voor medische verzorging en levensonderhoud.

### Verplaatsing

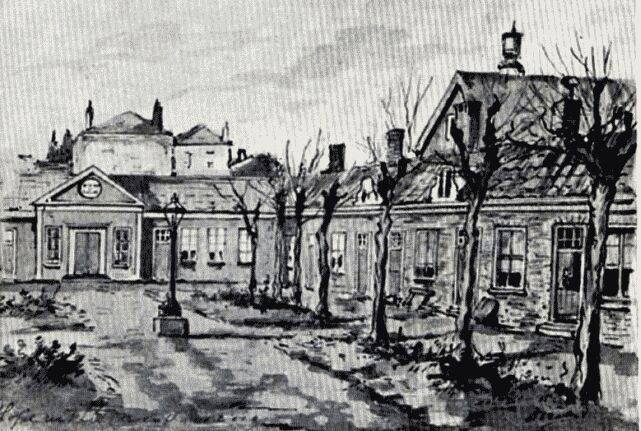
Het hofje rond 1900 aan de Schiedamsesingel

Aan het eind van de negentiende eeuw was de bouwkundige kwaliteit van het hofje aan de Schiedamsesingel slecht. De regenten verwachtten ook een toenemende wateroverlast door plannen om een nabijgelegen textielblekerij op te hogen. Even na 1900 werden de plannen voor een verplaatsing concreet. Er werd een stuk grond aangekocht aan de Voorschoterlaan en de architect Gerrit Spelt kreeg opdracht voor een ontwerp van een nieuw hofje. In 1904 werd dit in gebruik genomen als  gratis huisvesting van 23 bejaarde vrouwen, bij voorkeur van Remonstrantsche of Doopsgezinde godsdienst. Het bestaat uit drie vleugels rond een binnentuin gebouwd in neorenaissancistische trant.
Het hofje is sinds 1996 een rijksmonument. In 2000 werden een ingrijpende renovatie alsmede een funderingsherstel uitgevoerd.